# Nature Climate Change
Nature Climate Change est une revue scientifique mensuelle à comité de lecture éditée par le groupe de presse britannique Nature Publishing Group depuis avril 2011 et rattachée à la revue Nature. Elle traite des divers aspects du réchauffement climatique. 
D'après le Journal Citation Reports, son facteur d'impact (indicateur de la visibilité d'une revue scientifique) est en 2014 de 14,547, ce qui la place au second rang des 221 revues de la catégorie « Sciences environnementales » ; en 2013-2014, son facteur d'impact est de 15,295.